# TMZ
TMZ är ett diesellokomotiv, som tillverkades av det svenska företaget Nohab åt den danska operatören DSB mellan 1967 och 1978. I Danmark hade loket beteckningen MZ. Lokomotivet levererades i 61 exemplar fördelat på fyra serier. Efter att DSB senare köpt nya lok har ett antal lok sålts vidare till operatörer i Sverige, men även i Spanien och Australien. Mellan år 2003 och 2005 kom de första av sammanlagt 27 lok till svenska tågföretag, bland andra Tågab, Vida och TGOJ.